# Liste des distinctions de Helen Mirren
 (novembre 2021).
Cette page dresse la liste des distinctions de Helen Mirren.

## Distinctions au cinéma

### Oscars
| Année | Catégorie                             | Film                       | Résultat   |
| ----- | ------------------------------------- | -------------------------- | ---------- |
| 1995  | Meilleure actrice dans un second rôle | The Madness of King George | Nomination |
| 2002  | Meilleure actrice dans un second rôle | Gosford Park               | Nomination |
| 2007  | Meilleure actrice                     | The Queen                  | Lauréat    |
| 2010  | Meilleure actrice                     | The Last Station           | Nomination |

### BAFA
| Année | Categorie                             | Film                       | Résultat   |
| ----- | ------------------------------------- | -------------------------- | ---------- |
| 1984  | Meilleure actrice                     | Cal                        | Nomination |
| 1995  | Meilleure actrice                     | The Madness of King George | Nomination |
| 2001  | Meilleure actrice dans un second rôle | Gosford Park               | Nomination |
| 2006  | Meilleure actrice                     | The Queen                  | Lauréat    |
| 2012  | Meilleure actrice                     | Hitchcock                  | Nomination |

### British Independent Film Awards
| Année | Catégorie         | Film      | Résultat   |
| ----- | ----------------- | --------- | ---------- |
| 2006  | Meilleure actrice | The Queen | Nomination |

### Critics' Choice Movie Awards
| Année | Categorie                             | Film         | Résultat   |
| ----- | ------------------------------------- | ------------ | ---------- |
| 2001  | Meilleure distribution                | Gosford Park | Lauréat    |
| 2007  | Meilleure actrice                     | The Queen    | Lauréat    |
| 2016  | Meilleure actrice dans un second rôle | Trumbo       | Nomination |

### Prix du cinéma européen
| Année | Categorie         | Film           | Résultat   |
| ----- | ----------------- | -------------- | ---------- |
| 2003  | Meilleure actrice | Calendar Girls | Nomination |
| 2007  | Meilleure actrice | The Queen      | Lauréat    |

### Evening Standard British Film Awards
| Année | Categorie         | Film | Résultat |
| ----- | ----------------- | ---- | -------- |
| 1984  | Meilleure actrice | Cal  | Lauréat  |

### Golden Globes
| Année | Categorie                                             | Film                    | Résultat   |
| ----- | ----------------------------------------------------- | ----------------------- | ---------- |
| 2001  | Meilleure actrice dans un second rôle                 | Gosford Park            | Nomination |
| 2003  | Meilleure actrice dans un film musical ou une comédie | Calendar Girls          | Nomination |
| 2006  | Meilleure actrice dans un film dramatique             | The Queen               | Lauréat    |
| 2009  | Meilleure actrice dans un film dramatique             | The Last Station        | Nomination |
| 2012  | Meilleure actrice dans un film dramatique             | Hitchcock               | Nomination |
| 2014  | Meilleure actrice dans un film musical ou une comédie | Les Recettes du bonheur | Nomination |
| 2015  | Meilleure actrice dans un second rôle                 | Trumbo                  | Nomination |
| 2017  | Meilleure actrice dans un film musical ou une comédie | The Leisure Seeker      | Nomination |
| 2024  | Meilleure actrice dans une série télévisée dramatique | 1923                    | Nomination |

### Golden Raspberry Awards
| Année | Categorie    | Film                      | Résultat   |
| ----- | ------------ | ------------------------- | ---------- |
| 2018  | Pire actrice | La Malédiction Winchester | Nomination |

### Independent Spirit Awards
| Année | Categorie         | Film             | Résultat   |
| ----- | ----------------- | ---------------- | ---------- |
| 2009  | Meilleure actrice | The Last Station | Nomination |

### Satellite Awards
2 wins out of 7 nominations
| Année | Category                                                   | Nominated work | Result     | Winner                                         |
| ----- | ---------------------------------------------------------- | -------------- | ---------- | ---------------------------------------------- |
| 2001  | Best Supporting Actress – Motion Picture Musical or Comedy | Gosford Park   | Nomination | Maggie Smith (Gosford Park)                    |
| 2001  | Outstanding Motion Picture Ensemble                        | Gosford Park   | Lauréat    | —                                              |
| 2003  | Best Actress – Motion Picture Musical or Comedy            | Calendar Girls | Nomination | Diane Keaton (Something's Gotta Give)          |
| 2006  | Best Actress – Motion Picture Drama                        | The Queen      | Lauréat    | —                                              |
| 2010  | Best Actress – Motion Picture Drama                        | The Tempest    | Nomination | Noomi Rapace (The Girl with the Dragon Tattoo) |
| 2016  | Best Supporting Actress – Motion Picture                   | Eye in the Sky | Nomination | Naomie Harris (Moonlight)                      |
| 2019  | Best Actress – Motion Picture Drama                        | The Good Liar  | Nomination | Scarlett Johansson (Marriage Story)            |

### Saturn Awards
3 nominations
| Année | Category                | Nominated work | Result     | Winner                               |
| ----- | ----------------------- | -------------- | ---------- | ------------------------------------ |
| 1981  | Best Supporting Actress | Excalibur      | Nomination | Frances Sternhagen (Outland)         |
| 2010  | Best Supporting Actress | RED            | Nomination | Mila Kunis (Black Swan)              |
| 2012  | Best Actress            | Hitchcock      | Nomination | Jennifer Lawrence (The Hunger Games) |

### Screen Actors Guild Awards
3 wins out of 8 nominations
| Année | Category                                                       | Nominated work      | Result     | Winner                                      |
| ----- | -------------------------------------------------------------- | ------------------- | ---------- | ------------------------------------------- |
| 2001  | Outstanding Performance by a Cast in a Motion Picture          | Gosford Park        | Lauréat    | —                                           |
| 2001  | Outstanding Performance by a Female Actor in a Supporting Role | Gosford Park        | Lauréat    | —                                           |
| 2006  | Outstanding Performance by a Female Actor in a Leading Role    | The Queen           | Lauréat    | —                                           |
| 2009  | Outstanding Performance by a Female Actor in a Leading Role    | The Last Station    | Nomination | Sandra Bullock (The Blind Side)             |
| 2012  | Outstanding Performance by a Female Actor in a Leading Role    | Hitchcock           | Nomination | Jennifer Lawrence (Silver Linings Playbook) |
| 2015  | Outstanding Performance by a Female Actor in a Leading Role    | La Femme au tableau | Nomination | Brie Larson (Room)                          |
| 2015  | Outstanding Performance by a Female Actor in a Supporting Role | Trumbo              | Nomination | Alicia Vikander (The Danish Girl)           |
| 2015  | Outstanding Performance by a Cast in a Motion Picture          | Trumbo              | Nomination | Spotlight                                   |

### Major critics award wins[1]
| Année | Award                                                                        | Nominated work               | Result  |
| ----- | ---------------------------------------------------------------------------- | ---------------------------- | ------- |
| 2001  | National Society of Film Critics Award for Best Supporting Actress           | Gosford Park                 | Lauréat |
| 2001  | New York Film Critics Circle Award for Best Supporting Actress               | Gosford Park                 | Lauréat |
| 2001  | London Film Critics' Circle Award for British Supporting Actress of the Year | Gosford Park and Last Orders | Lauréat |
| 2006  | Los Angeles Film Critics Association Award for Best Actress                  | The Queen                    | Lauréat |
| 2006  | New York Film Critics Circle Award for Best Actress                          | The Queen                    | Lauréat |
| 2006  | National Society of Film Critics Award for Best Actress                      | The Queen                    | Lauréat |
| 2006  | National Board of Review Award for Best Actress                              | The Queen                    | Lauréat |
| 2006  | African-American Film Critics Association for Best Actress                   | The Queen                    | Lauréat |
| 2006  | Boston Society of Film Critics Award for Best Actress                        | The Queen                    | Lauréat |
| 2006  | Chicago Film Critics Association Award for Best Actress                      | The Queen                    | Lauréat |
| 2006  | Dallas-Fort Worth Film Critics Association Award for Best Actress            | The Queen                    | Lauréat |
| 2006  | Florida Film Critics Circle Award for Best Actress                           | The Queen                    | Lauréat |
| 2006  | Kansas City Film Critics Circle Award for Best Actress                       | The Queen                    | Lauréat |
| 2006  | Las Vegas Film Critics Society Award for Best Actress                        | The Queen                    | Lauréat |
| 2006  | London Film Critics' Circle Award for British Actress of the Year            | The Queen                    | Lauréat |
| 2006  | New York Film Critics Online Award for Best Actress                          | The Queen                    | Lauréat |
| 2006  | Online Film Critics Society Award for Best Actress                           | The Queen                    | Lauréat |
| 2006  | Phoenix Film Critics Society Award for Best Actress                          | The Queen                    | Lauréat |
| 2006  | San Diego Film Critics Society Award for Best Actress                        | The Queen                    | Lauréat |
| 2006  | San Francisco Film Critics Circle Award for Best Actress                     | The Queen                    | Lauréat |
| 2006  | Southeastern Film Critics Association Award for Best Actress                 | The Queen                    | Lauréat |
| 2006  | St. Louis Gateway Film Critics Association Award for Best Actress            | The Queen                    | Lauréat |
| 2006  | Toronto Film Critics Association Award for Best Actress                      | The Queen                    | Lauréat |
| 2006  | Vancouver Film Critics Circle Award for Best Actress                         | The Queen                    | Lauréat |
| 2006  | Washington D.C. Area Film Critics Association Award for Best Actress         | The Queen                    | Lauréat |

### Major Festival awards
| Année | Festival           | Category          | Nominated work             | Result  |
| ----- | ------------------ | ----------------- | -------------------------- | ------- |
| 1984  | Festival de Cannes | Meilleure actrice | Cal                        | Lauréat |
| 1995  | Festival de Cannes | Meilleure actrice | The Madness of King George | Lauréat |
| 2006  | Mostra de Venise   | Meilleure actrice | The Queen                  | Lauréat |

## Distinctions à la télévision

### British Academy Television Awards
3 wins out of 6 nominations
| Année | Category     | Nominated work                       | Result     | Winner                                                 |
| ----- | ------------ | ------------------------------------ | ---------- | ------------------------------------------------------ |
| 1991  | Best Actress | Prime Suspect                        | Lauréat    | —                                                      |
| 1992  | Best Actress | Prime Suspect 2                      | Lauréat    | —                                                      |
| 1993  | Best Actress | Prime Suspect 3                      | Lauréat    | —                                                      |
| 1995  | Best Actress | Prime Suspect 4: The Lost Child      | Nomination | Jennifer Ehle (Orgueil et Préjugés)                    |
| 1996  | Best Actress | Prime Suspect 5: Errors of Judgement | Nomination | Gina McKee (Our Friends in the North)                  |
| 2003  | Best Actress | Prime Suspect 6: The Last Witness    | Nomination | Julie Walters (The Canterbury Tales: The Wife of Bath) |

### Emmy Awards
4 wins out of 11 nominations (Primetime Emmys)
| Année | Category                                                  | Nominated work                         | Result     | Winner                                                                                       |
| ----- | --------------------------------------------------------- | -------------------------------------- | ---------- | -------------------------------------------------------------------------------------------- |
| 1993  | Outstanding Lead Actress in a Miniseries or a Movie       | Prime Suspect 2                        | Nomination | Holly Hunter (The Positively True Adventures of the Alleged Texas Cheerleader-Murdering Mom) |
| 1994  | Outstanding Lead Actress in a Miniseries or a Movie       | Prime Suspect 3                        | Nomination | Kirstie Alley (David's Mother)                                                               |
| 1996  | Outstanding Lead Actress in a Miniseries or a Movie       | Prime Suspect 4: The Scent of Darkness | Lauréat    | —                                                                                            |
| 1997  | Outstanding Lead Actress in a Miniseries or a Movie       | Prime Suspect 5: Errors of Judgement   | Nomination | Alfre Woodard (Miss Evers' Boys)                                                             |
| 1999  | Outstanding Lead Actress in a Miniseries or a Movie       | The Passion of Ayn Rand                | Lauréat    | —                                                                                            |
| 2003  | Outstanding Lead Actress in a Miniseries or a Movie       | The Roman Spring of Mrs. Stone         | Nomination | Maggie Smith (My House in Umbria)                                                            |
| 2003  | Outstanding Supporting Actress in a Miniseries or a Movie | Door to Door                           | Nomination | Gena Rowlands (Hysterical Blindness)                                                         |
| 2004  | Outstanding Lead Actress in a Miniseries or a Movie       | Prime Suspect 6: The Last Witness      | Nomination | Meryl Streep (Angels in America)                                                             |
| 2006  | Outstanding Lead Actress in a Miniseries or a Movie       | Elizabeth I                            | Lauréat    | —                                                                                            |
| 2007  | Outstanding Lead Actress in a Miniseries or a Movie       | Prime Suspect: The Final Act           | Lauréat    | —                                                                                            |
| 2013  | Outstanding Lead Actress in a Miniseries or a Movie       | Phil Spector                           | Nomination | Laura Linney (The Big C: Hereafter)                                                          |

### Golden Globe Awards
2 wins out of 8 nominations
| Année | Category                                     | Nominated work                 | Result     | Winner                                      |
| ----- | -------------------------------------------- | ------------------------------ | ---------- | ------------------------------------------- |
| 1996  | Best Actress – Miniseries or Television Film | Les Orages d'un été            | Lauréat    | —                                           |
| 1999  | Best Actress – Miniseries or Television Film | The Passion of Ayn Rand        | Nomination | Halle Berry (Introducing Dorothy Dandridge) |
| 2002  | Best Actress – Miniseries or Television Film | Door to Door                   | Nomination | Uma Thurman (Hysterical Blindness)          |
| 2003  | Best Actress – Miniseries or Television Film | The Roman Spring of Mrs. Stone | Nomination | Meryl Streep (Angels in America)            |
| 2006  | Best Actress – Miniseries or Television Film | Elizabeth I                    | Lauréat    | —                                           |
| 2006  | Best Actress – Miniseries or Television Film | Prime Suspect: The Final Act   | Nomination | Helen Mirren (Elizabeth I)                  |
| 2013  | Best Actress – Miniseries or Television Film | Phil Spector                   | Nomination | Elisabeth Moss (Top of the Lake)            |
| 2019  | Best Actress – Miniseries or Television Film | Catherine the Great            | Nomination | Michelle Williams (Fosse/Verdon)            |

### Satellite Awards
2 wins out of 7 nominations
| Année | Category                                                | Nominated work                      | Result     | Winner                                    |
| ----- | ------------------------------------------------------- | ----------------------------------- | ---------- | ----------------------------------------- |
| 1996  | Best Actress – Miniseries or Television Film            | Prime Suspect 5: Errors of Judgment | Lauréat    | —                                         |
| 2002  | Best Supporting Actress – Miniseries or Television Film | Door to Door                        | Lauréat    | —                                         |
| 2003  | Best Actress – Miniseries or Television Film            | The Roman Spring of Mrs. Stone      | Nomination | Meryl Streep (Angels in America)          |
| 2004  | Best Actress – Miniseries or Television Film            | Prime Suspect 6: The Last Witness   | Nomination | Dianne Wiest (The Blackwater Lightship)   |
| 2006  | Best Actress – Miniseries or Television Film            | Elizabeth I                         | Nomination | Judy Davis (A Little Thing Called Murder) |
| 2013  | Best Actress – Miniseries or Television Film            | Phil Spector                        | Nomination | Elisabeth Moss (Top of the Lake)          |
| 2019  | Best Actress – Miniseries or Television Film            | Catherine the Great                 | Nomination | Michelle Williams (Fosse/Verdon)          |

### Screen Actors Guild Awards
2 wins out of 5 nominations
| Année | Category                                                                      | Nominated work                 | Result     | Winner                                        |
| ----- | ----------------------------------------------------------------------------- | ------------------------------ | ---------- | --------------------------------------------- |
| 1999  | Outstanding Performance by a Female Actor in a Miniseries or Television Movie | The Passion of Ayn Rand        | Nomination | Halle Berry (Introducing Dorothy Dandridge)   |
| 2002  | Outstanding Performance by a Female Actor in a Miniseries or Television Movie | Door to Door                   | Nomination | Stockard Channing (The Matthew Shepard Story) |
| 2003  | Outstanding Performance by a Female Actor in a Miniseries or Television Movie | The Roman Spring of Mrs. Stone | Nomination | Meryl Streep (Angels in America)              |
| 2006  | Outstanding Performance by a Female Actor in a Miniseries or Television Movie | Elizabeth I                    | Lauréat    | —                                             |
| 2013  | Outstanding Performance by a Female Actor in a Miniseries or Television Movie | Phil Spector                   | Lauréat    | —                                             |

## Distinctions au théâtre

### Drama Desk Awards
1 win out of 2 nominations
| Année | Category                      | Nominated work         | Result     | Winner                     |
| ----- | ----------------------------- | ---------------------- | ---------- | -------------------------- |
| 1995  | Outstanding Actress in a Play | A Month in the Country | Nomination | Cherry Jones (The Heiress) |
| 2015  | Outstanding Actress in a Play | The Audience           | Lauréat    | —                          |

### Olivier Awards
1 win out of 4 nominations
| Année | Category                  | Nominated work           | Result     | Winner                                          |
| ----- | ------------------------- | ------------------------ | ---------- | ----------------------------------------------- |
| 1983  | Best Actress in a Revival | Antony and Cleopatra     | Nomination | Frances de la Tour (A Moon for the Misbegotten) |
| 2001  | Best Actress              | Orpheus Descending       | Nomination | Julie Walters (All My Sons)                     |
| 2004  | Best Actress              | Mourning Becomes Electra | Nomination | Eileen Atkins (Honour)                          |
| 2013  | Best Actress              | The Audience             | Lauréat    | —                                               |

### Tony Awards
1 win out of 3 nominations
| Année | Category               | Nominated work         | Result     | Winner                         |
| ----- | ---------------------- | ---------------------- | ---------- | ------------------------------ |
| 1995  | Best Actress in a Play | A Month in the Country | Nomination | Cherry Jones (The Heiress)     |
| 2002  | Best Actress in a Play | The Dance of Death     | Nomination | Lindsay Duncan (Private Lives) |
| 2015  | Best Actress in a Play | The Audience           | Lauréat    | —                              |

### Miscellaneous awards
| Année | Categorie                                                    | Film                   | Résultat |
| ----- | ------------------------------------------------------------ | ---------------------- | -------- |
| 1976  | Plays and Players Best Actress Award                         | Teeth 'n' Smiles       | Lauréat  |
| 1995  | Theatre World Award                                          | A Month in the Country | Lauréat  |
| 2013  | Evening Standard Theatre Award for Best Actress              | The Audience           | Lauréat  |
| 2015  | Outer Critics Circle Award for Outstanding Actress in a Play | The Audience           | Lauréat  |

## Autres distinctions
| Année | Organisation                                   | Award                                                               | Result  |
| ----- | ---------------------------------------------- | ------------------------------------------------------------------- | ------- |
| 2004  | Britannia Awards                               | Excellence in International Entertainment                           | Lauréat |
| 2006  | The Critics' Circle                            | Distinguished Service to the Arts                                   | Lauréat |
| 2007  | University Philosophical Society               | Honorary Patron of the Society                                      | Lauréat |
| 2011  | Festival international du film de Moscou       | Stanislavsky Award                                                  | Lauréat |
| 2012  | Festival international du film de Karlovy Vary | Crystal Globe for Outstanding Artistic Contribution to World Cinema | Lauréat |
| 2012  | Prix du cinéma européen                        | European Film Award for Achievement in World Cinema                 | Lauréat |
| 2013  | BAFTA Awards                                   | BAFTA Fellowship                                                    | Lauréat |
| 2015  | Gotham Awards                                  | Tribute Award                                                       | Lauréat |
| 2016  | Goldene Kamera                                 | Lebenswerk international (Lifetime achievement international)       | Lauréat |
| 2018  | Film Society of Lincoln Center                 | Gala Tribute                                                        | Lauréat |
| 2020  | Berlinale                                      | Ours d'or d'honneur                                                 | Lauréat |